# Blund's Lullaby
Bài hát ru của Blund (tiếng Anh: Blund's Lullaby) là một bộ phim ngắn kinh dị dài 2 phút năm 2017 của Thụy Điển được đạo diễn, sản xuất và viết bởi Magda Lindblom và Amanda Nilsson. Bộ phim ngắn lấy bối cảnh Vũ trụ liên hợp và được thực hiện cho cuộc thi "My Annabelle Creation" (Annabelle: Tạo vật quỷ dữ của tôi) mà nó giành được cho Thụy Điển. Nó được phát hành vào ngày 14 tháng 9 năm 2017, trên YouTube. Cốt truyện của nó liên quan đến John Blund, phiên bản Bắc Âu của Sandman.

## Sản xuất
Bộ phim ngắn có sự tham gia của Agnes và Mathilda Melin.